# パルマ大学
パルマ大学（Università degli Studi di Parma）は、イタリア共和国エミリア＝ロマーニャ州パルマの大学。1601年設立。

## 著名な人物
- チェーザレ・ベッカリーア
- ベッポ・レヴィ（英語版）
- マセドニオ・メローニ
- ベルナルディーノ・ラマツィーニ
- ジャコモ・リッツォラッティ（英語版）
- チェーザレ・ザヴァッティーニ